# Masacre de Cannstatt
La massacre de Cannstatt, que va tenir lloc l'any 746, fa referència a l'assassinat de la gairebé totalitat dels nobles del poble germànic dels Alamans.
Cannstatt, un antic castro, era una de les principals localitats del ducat de Alamannia fundat pels Merovingis. El carolingi Carlomán, Majordom de palau d'Austrasia, va convocar en aquest lloc una assemblea i va fer assassinar la majoria dels dirigents alamànics sota el pretext que havien participat en la revolta del duc Theudebald (Thibaud) i del duc Odilon de Baviera.